# スペイン広場 (ローマ)

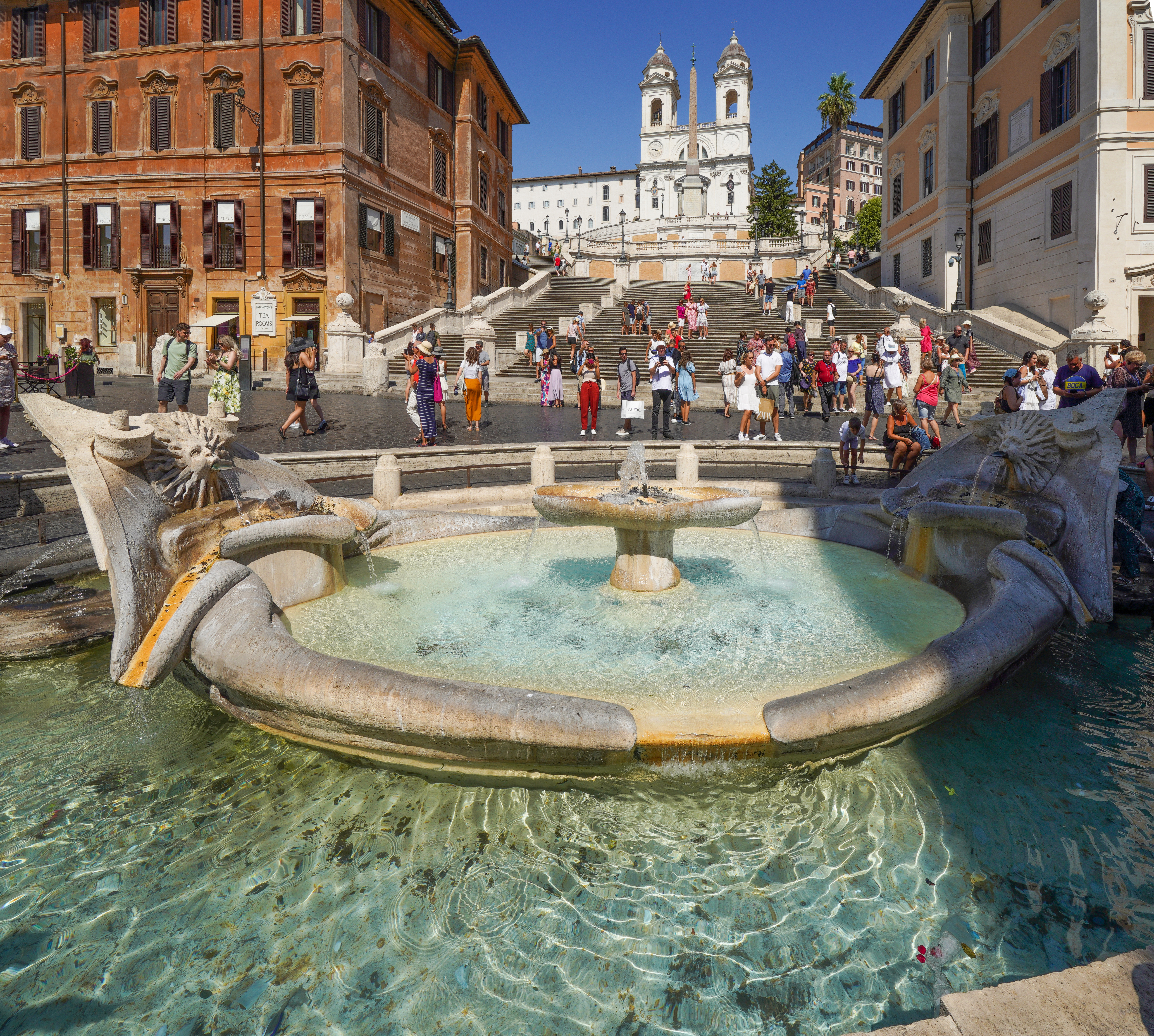
スパーニャ広場

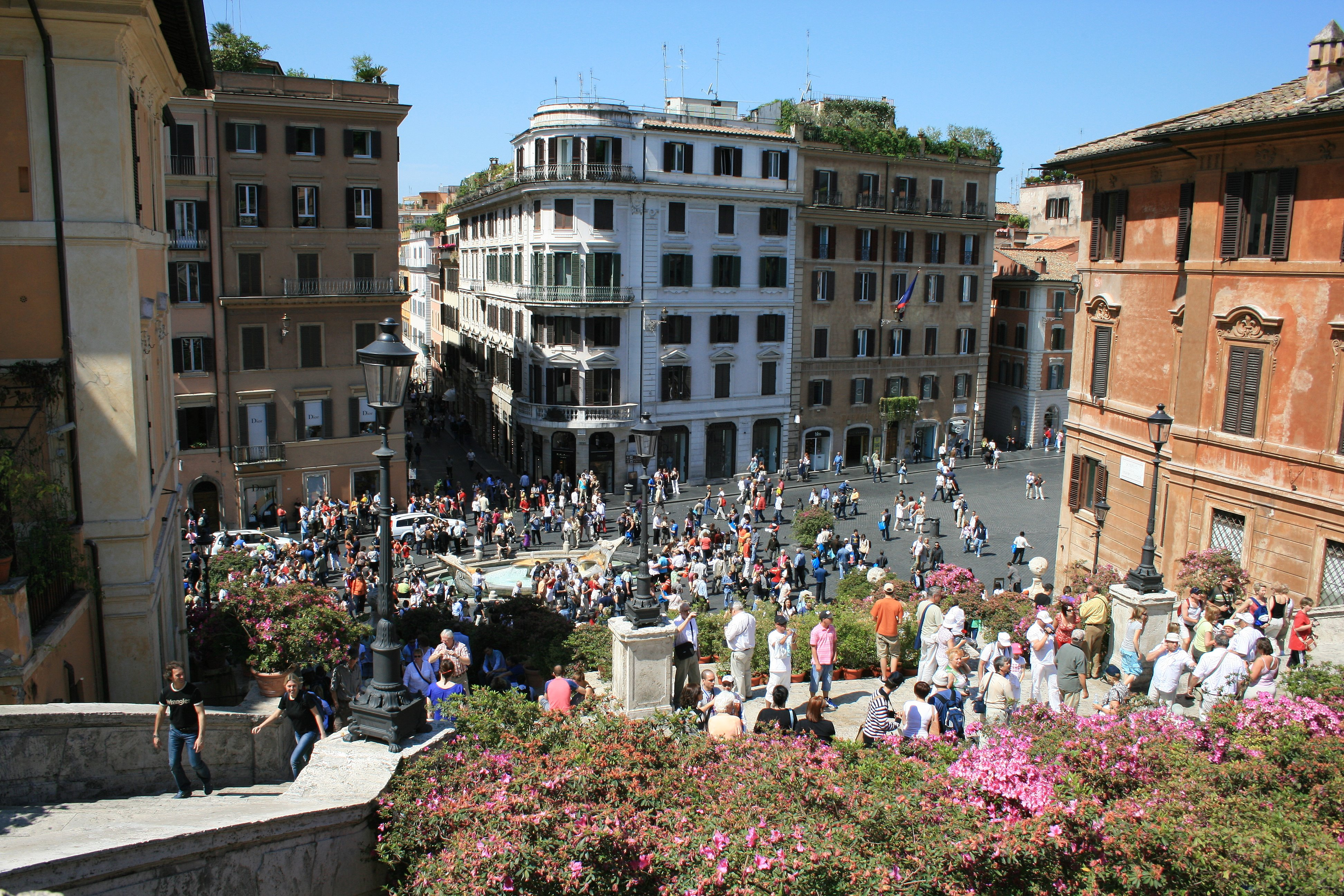
スパーニャ広場

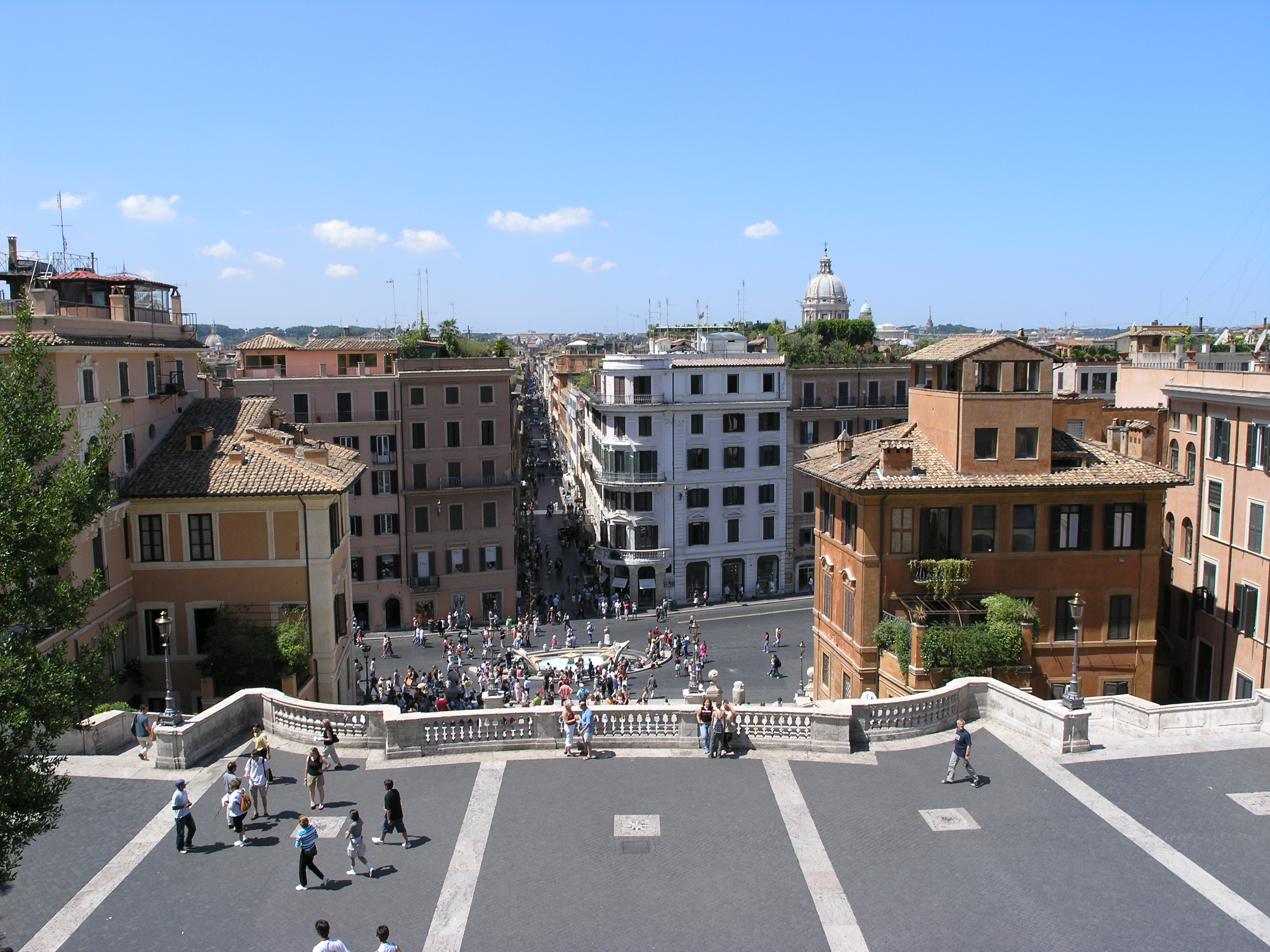
上からの眺め

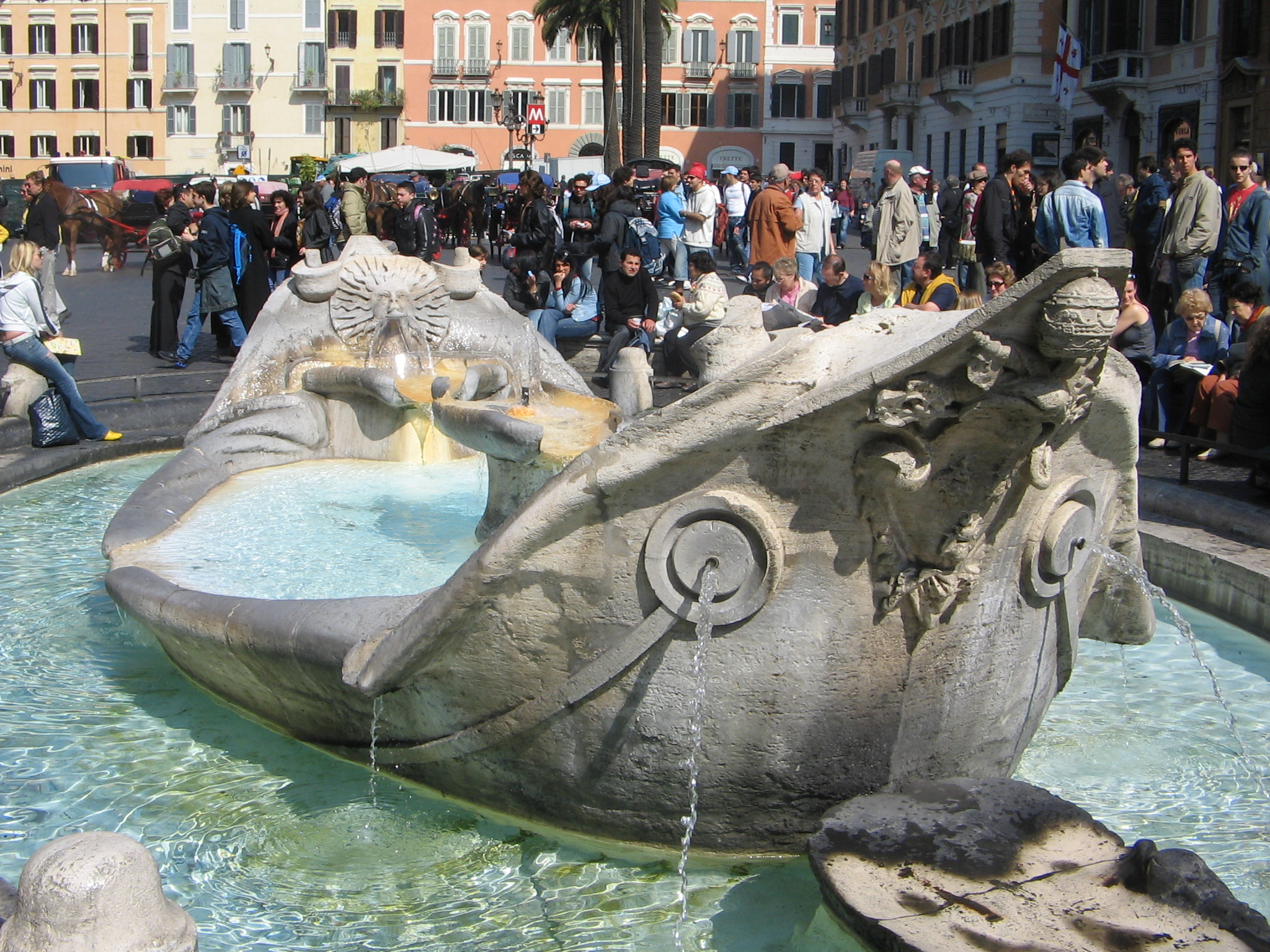
舟の噴水（バルカッチャの噴水）

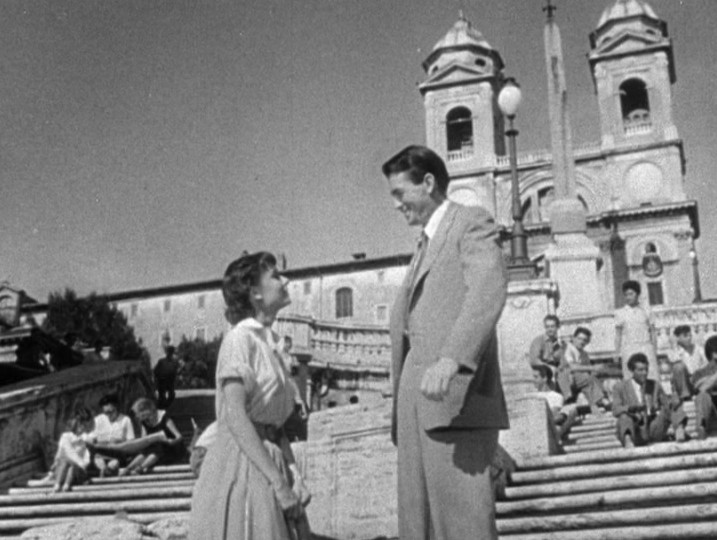
映画「ローマの休日」

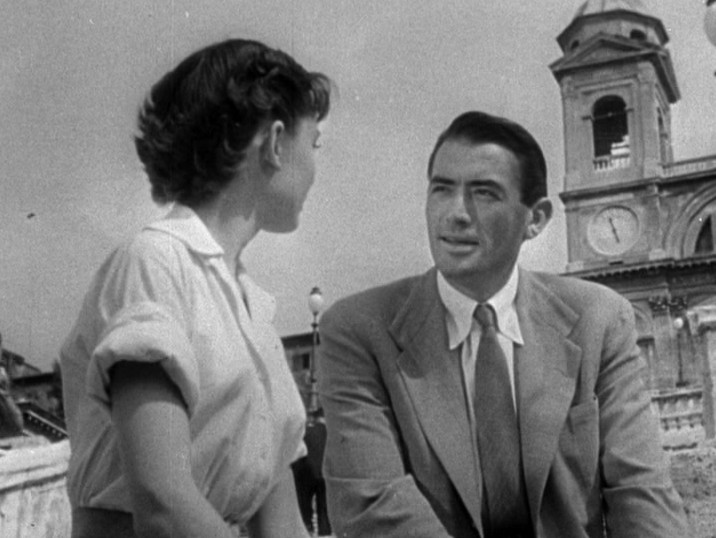
映画「ローマの休日」

スパーニャ広場／スペイン広場（スパーニャひろば／スペインひろば、イタリア語：Piazza di Spagna〔ピアッツァ・ディ・スパーニャ〕）は、イタリア共和国ローマ市の中心街にある広場。「スパーニャ」とは「スペイン（エスパーニャ）」のイタリア語呼称で、間近にあるスペイン大使館にちなんで命名された。広場の中央には、ジャン・ロレンツォ・ベルニーニ作「バルカッチャの噴水（舟の噴水）」がある。東には後述の大階段がある。西側はコルソ通りに向けてコンドッティ通りがある。

## 大階段
スパーニャ広場には、トリニタ・デイ・モンティ教会へと続くトリニタ・デイ・モンティ階段、通称「スペイン階段」が接する。
設計はフランチェスコ・ディ・サンクティスによるもので、1725年に完成した。波を打つような形態はバロック的な効果をあげている。
映画『ローマの休日』で、オードリー・ヘプバーン扮する王女がジェラートを食べたシーンでもおなじみの場所である。当初、フランスの外交官の寄付によって造られたものの、スパーニャ広場にあるためこの名で呼ばれている。
現在はスパーニャ広場付近の地下鉄入り口付近に階段を上らずに上にいけるエレベーターが設置されている。
保全のため広場での飲食や階段での座り込みが法令で禁止され、『ローマの休日』のシーンのようにジェラートを食べたり座ったりすることはできない。

## 交通
|  | 最寄り駅は、「スパーニャ駅」。 |